# Cienie Franceski z Rimini i Paola Malatesty ukazują się Dantemu i Wergiliuszowi
Cienie Franceski z Rimini i Paola Malatesty ukazują się Dantemu i Wergiliuszowi (fr. Les Ombres de Francesca da Rimini et de Paolo Malatesta apparaissent à Dante et à Virgile) – trzy obrazy olejne francuskiego malarza Ary’ego Scheffera. Pierwsza wersja została namalowana w 1835 i znajduje się w Wallace Collection w Londynie, druga pochodzi z 1854 (Kunsthalle w Hamburgu), a trzecia z 1855 obecnie w zbiorach Luwru. Istnieją też repliki autorskie obrazu w formie miniatur.
Artysta przedstawił scenę znaną z Pieśni V Boskiej komedii Dantego Alighieri opisującej 2. krąg Piekła. Bohaterami pieśni są kochankowie, Francesca da Rimini i Paolo Malatesta, którzy żyli w Rawennie w czasach Dantego. Para została zamordowana przez zdradzonego męża Franceski i jednocześnie brata Paola, Giovanniego Malatesta. Kochankowie po śmierci trafili do 2. kręgu Piekła przeznaczonego dla tych, którzy zgrzeszyli zmysłowością. Dusze potępionych targane są huraganowym wiatrem, który ma przypominać im ich niestałe uczucia.
Na pierwszym planie Ary Scheffer umieścił widma Franceski z Rimini i Paola Malatesty unoszące się na wietrze. Nagie ciała kochanków ukazane zostały zgodnie z założeniami klasycyzmu, są wyidealizowane i przypominają antyczne posągi. Jednak ich układ i gesty noszą cechy romantycznej uczuciowości. Tło obrazu jest ciemne i ponure, z mroku wyłaniają się jedynie zamyślone postaci Dantego i jego przewodnika, Wergiliusza. Obraz niesie sentymentalne, romantyczne przesłanie wyrażone za pomocą klasycznych środków.
Ary Scheffer znał Boską komedię i czytał ją w oryginale, najprawdopodobniej zetknął się również z sentymentalnym ujęciem tematu u innych artystów epoki np. u Ingresa. Jego obrazy cieszyły się wielką popularnością, szczególnie w latach 30. XIX wieku; ceniono je głównie za wyeksponowany sentymentalizm. Z tego samego powodu prace malarza uległy stopniowo zapomnieniu pod koniec wieku i współcześnie są praktycznie nieznane. Obecnie krytycy sztuki dopatrują się w obrazach Scheffera zapowiedzi symbolizmu w malarstwie salonowym i przeznaczonym dla mniej wyrobionego odbiorcy.

## Galeria

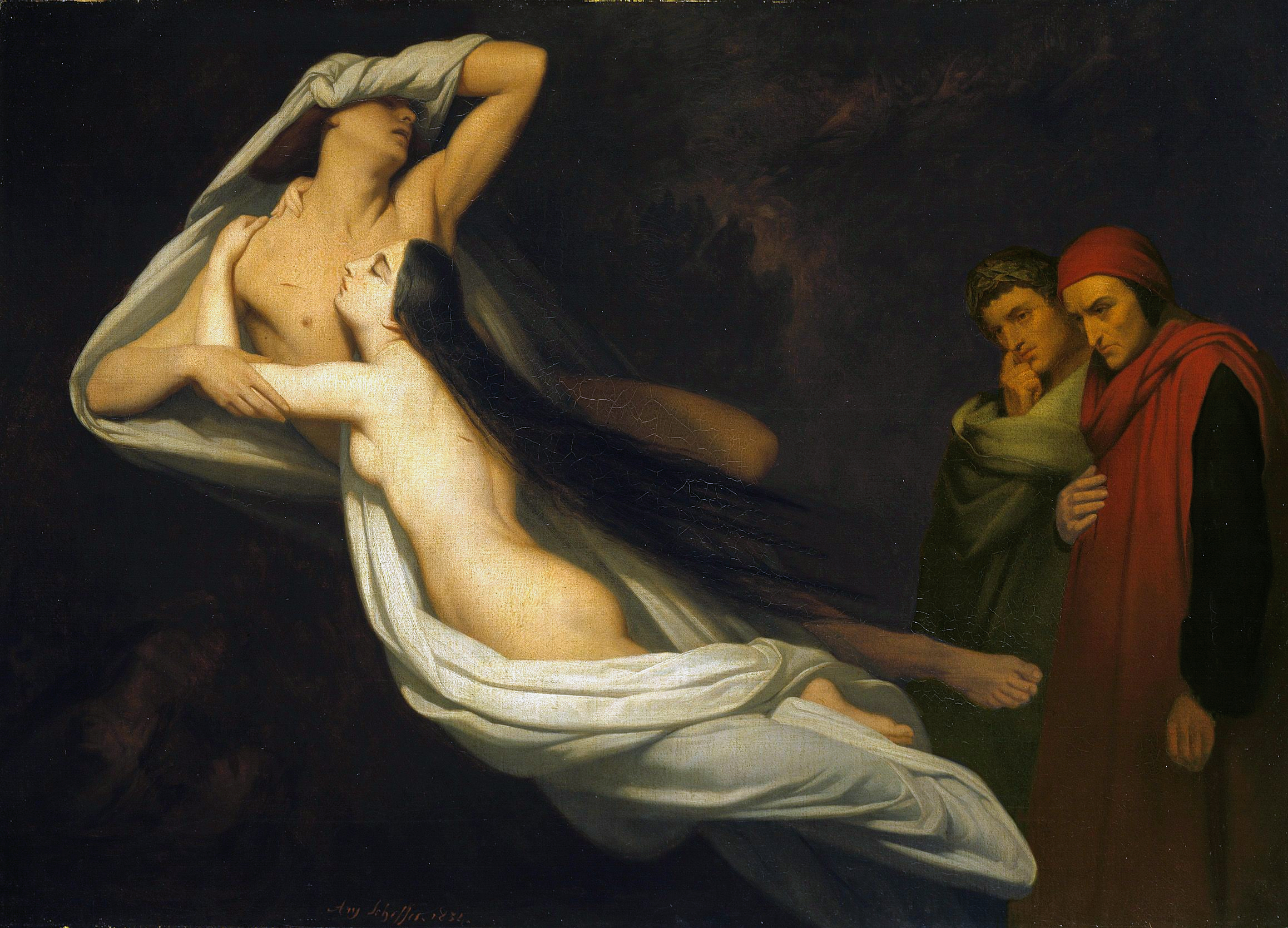
Wersja z Hamburga.
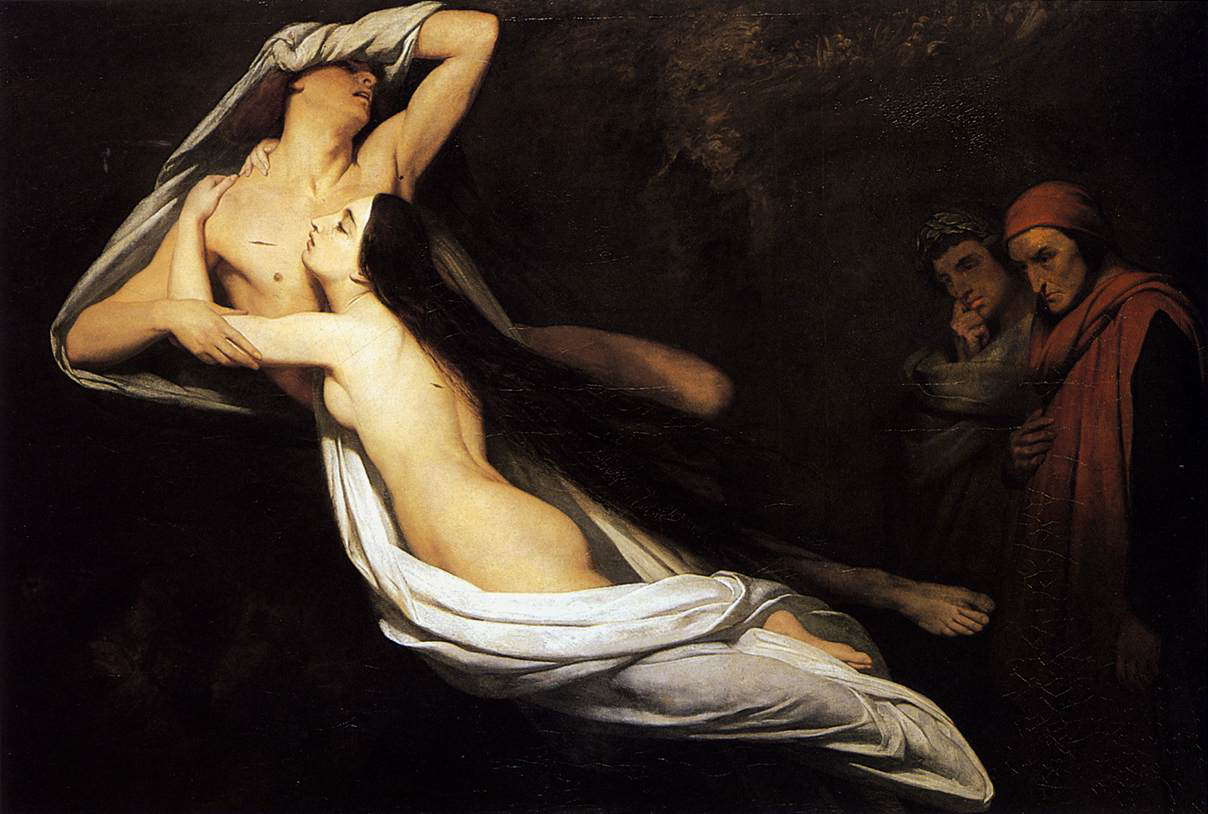
Wersja z Londynu.